# パールライス
パールライスとは、JAグループが集荷・仕入れ・精米・卸売・販売している米のブランド名もしくはそれを取り扱っている組織または企業を指す。かつては「シルバーライス」の名称で販売され、「♪ふんわりふっくら おいしいごはん シルバーライス」のフレーズにてCMを行っていた。

## ブランド名としてのパールライス
JAグループでは、「パールちゃん」というキャラクターを用いてパールライスの普及に努めており、イオンやセブン＆アイなど日本各地の量販店・小売店で幅広く販売されている。
かつてはテレビコマーシャルも放送され、1993年に金井克子の「他人の関係」がCMソングに起用された。
2022年現在、こめつぶ丸というキャラクターを用いてお米の普及促進を行なっている。

## 組織・企業としてのパールライス
大別して2つの形態がある。1つは、「全国農業協同組合連合会○○県本部 米穀部 パールライス課」というように、JAの都道府県本部や経済農業協同組合連合会の中の1組織という形態。もう1つは、「株式会社パールライス○○」というふうに、JAグループでありながらも1つの独立した企業として活動しているという形態である。かつては各都道府県の経済連から株式会社として独立させるという流れが主流であったが、現在では各県のパールライスが再び全農等に吸収されたり、各県パールライス同士での統合が進められている。
2019年10月、全農パールライスは全農福岡県本部の直販部(パールライス事業)とパールライス大分経済連を統合･吸収合併。2022年4月には岡山パールライスを吸収合併し、同年12月1日にはJAパールライス福島を吸収合併するなど「一社化」を加速させている。 
なお、株式会社として独立している場合であっても、株式の大部分をJAが保持しているほか、JAの都道府県本部や経済連からの出向職員が企業の構成員の中の一定の割合を占めているため、いわゆる他の大多数の株式会社とは異なった特殊な形態を持つ企業という特色がある。

## パールライスグループ一覧
ほとんど全ての組織・企業の工場がISO 9001の認証取得を受けている。
- 株式会社ホクレン協同サービスパールライス製造部（販売はホクレン農業協同組合連合会）
- JA全農青森県本部米穀部パールライス販売課
- 株式会社純情米いわて（前・株式会社水晶米いわて）
- 株式会社パールライス宮城
- JA全農秋田県本部米穀部パールライス課（前・株式会社パールライス秋田）
- 株式会社全農ライフサポート山形（前・株式会社くみあい総合食品流通センター、前・山形くみあい運輸株式会社、前・株式会社パールライス山形）
- JA全農茨城県本部販売企画部パールライス課（前協同乳業・株式会社パールライスいばらき）
- 株式会社JAライフ富山（前・富山県農業食糧株式会社）
- 株式会社米心石川（前・株式会社パールライス石川）
- 福井パールライス株式会社
- 株式会社マイパール長野
- JA全農岐阜県本部米穀部パールライス課
- JA静岡経済連食糧部パールライス課
- JAあいち経済連米穀部
- JA全農三重県本部米穀部パールライス製品課 パールライス販売課（前・株式会社パールライス三重）
- 株式会社パールライス滋賀
- JA和歌山県農
- 株式会社JAアグリ島根パールライス部
- 株式会社全農広島直販（前・株式会社パールライス広島）
- 山口農協直販株式会社パールライス部
- JA全農徳島県本部米穀部パールライス課
- JA香川県
- 株式会社ひめライス
- JA高知県パールライス課（前・株式会社パールライスこうち）
- 株式会社JA食糧さが
- 熊本パールライス株式会社
- 株式会社ミヤベイ直販
- 鹿児島パールライス株式会社
- 全農パールライス株式会社